# 데이비드 (1979년 영화)
데이비드(David)는 독일(구 서독)에서 제작된 피터 릴리엔탈 감독의 1979년 드라마, 전쟁 영화이다. 에바 마테스 등이 주연으로 출연하였다.

## 출연

### 주연
- 에바 마테스
- 도미니크 호위츠
- 거스타브 루돌프 셀리너

## 수상
이 영화는 1979년 제29회 베를린 국제영화제에서 3개의 상을 수상했다.
- 황금곰상 - 피터 릴리엔탈
- 인터필름상 - 피터 릴리엔탈
- OCIC상 - 피터 릴리엔탈

## 같이 보기
- 홀로코스트 생존자